# Терах
Терах (івр. תֶּרַח) — син Нахора, батько Авраама, Нахора, і Гарана  та доньки Сари (Бут. 20:12). Довгий час жив в Урі халдейському і заробляв продажем ідолів. Коли, Гаран, син Тераха і батько Лота помирає, Терах вирішив переселитися в землю Ханаану. Він взяв з собою Аврама, онука Лота та Сараї — дружину Аврама. Одруження не з єдинокровними братами та сестрами тоді ще не були заборонені. Це змінилося лише після законів Мойсея (Повт. 27:22). Проте, дійшовши лише до Харана, Терах там залишився. Аврам та Лот пішли із своїми сім'ями далі, до Ханаану.
Терах помер в Харані у віці 205 років.
В ісламі Терах відомий як Азар.